# Hol szent Péter
A Hol szent Péter kezdetű egyházi éneket Magyarországon „pápai himnusz”-nak szokták nevezni, bár nem azonos a Vatikán himnuszával. Dallamát Feley Antal pesti zenetanár komponálta 1858-ban négy szólamú vegyeskarra ill. egy szólamra zongorakísérettel Hymnus a szentséges római pápa tiszteletére címmel. Szövegét Nicholas Wiseman bíboros írta néhány évvel korábban In aeterna urbe Roma (Róma örök városában) címmel. Gyurits Antal fordította le 1857-ben.

## Kotta és dallam
| Hol szent Péter sírba téve És Rómának dobog szíve, Ezrek ajkán, ezer nyelven Hő ima zeng édesdeden: Tartsd meg, Isten, szent atyánkat, Krisztusnak helytartóját! | Arany födél, márvány falak S a Vatikán visszhangzanak, S a hét halom tág körében Megharsanva körülröppen: Tartsd meg, Isten, szent atyánkat, Krisztusnak helytartóját! | Új erőre kap e szózat, Bejárja a szent sírokat, Zúgva vonul hegyen, síkon, Áttör zajló hullámokon: Tartsd meg, Isten, szent atyánkat, Krisztusnak helytartóját! |
| A forró dél, rideg éjszak Ez imában egyesül csak; Kivált honunk édes nyelvén Zeng igazán, zeng őszintén: Tartsd meg, Isten, …                                    | Mint villámmal egy perc alatt Messze szárnyal a gondolat: Szintúgy röpül ajkról-ajkra, Várak-, puszták- és falvakra: Tartsd meg, Isten, …                              | Eljut szentek fénykörébe S leszáll onnét szíveinkbe, Mint a fölszállt páranedvek Szomjas földre visszaesnek. Tartsd meg, Isten, …                               |

## Felvételek
- Pápai himnusz. Babenyecz László  YouTube. Csávoly (2011. május 1.)  (Hozzáférés: 2017. február 13.) (videó)
- Pápai himnusz. YouTube. Pápa, bencés templom (2016. augusztus 15.)  (Hozzáférés: 2017. február 13.) (audió)
- 275 - Pápai himnusz. Baróti István  YouTube (2009. július 9.)  (Hozzáférés: 2017. február 13.) (videó)
- Hol Szent Péter sírba téve... YouTube. Csíksomlyó, pünkösdi búcsú (2009. május 30.)  (Hozzáférés: 2017. február 13.) (videó)